# 淡水煙管蝸牛
淡水煙管蝸牛（学名：Hemiphaedusa exilis）为煙管蝸牛科臺灣紡錘煙管蝸牛屬下的一个种。該物種主要分佈於臺灣北部的基隆，新北市竹子寮、大華瀑布、姑娘廟、菁桐坑、烏塗窟、銀河洞、猴硐、碧湖、五寮、烏來、熊空山、淡水、雙溪、福山，新竹縣關西玉山、虎山等地。